# Eugène Parry
Eugène Parry, né le 2 mai 1822 à Saint-Julien-le-Châtel (Creuse) et mort le 6 décembre 1900 à Gouzon (Creuse), est un homme politique français.

## Biographie
Agriculteur, il est maire de Parsac en 1871, révoqué après la chute de Thiers, le 24 mai 1873. Il est conseiller général du canton de Jarnages de 1871 à 1989, député de la Creuse de 1876 à 1885 et sénateur de 1885 à 1894.
Il siège au groupe de la Gauche républicaine et fut l'un des 363 députes qui refusent la confiance au gouvernement de Broglie, le 16 mai 1877.